# Юсьвинський район
Ю́сьвинський район (рос. Юсьвинский район, комі-перм. Юсьва район) — муніципальний район у складі Пермського краю, до 2005 року у складі Комі-Перм'яцького автономного округу. Центр — село Юсьва.

## Історія
Перші згадки про населені пункти району відомі з перепису Пермі Великої 1579 року. У книзі І.Яхонтова зазначаються присілки Юсва на річці Юсва, Туманська та Купрос. В перепису М.Кайсарова 1623–1624 років — починки Кірдим на річці Кірдимка, Ужегов та Мосейков, присілки Мартинова та Слудка на річці Іньва, Майкор та Карпово. В 1730 році територія району цілком входила до земель Строганових. 1754 року М. Г. Строганов заснував мідеплавильний завод у Пожві. 1775 року східна частина району відійшла до сенатора Всеволода Олександровича Всеволозького, а після його смерті — Всеволода Андрійовича Всеволозького. Останній будує також залізоробні заводи Єлизавето-Пожвинський (1798) та Майкорський-Нікітінський (1811). Відомі на той час Пожвинський та Майкорський заводи тривалий час визначали статус гірничозаваодського Уралу. Західна ж частина району залишалась у руках Строганових. 1814 року на Пожвинському заводі були збудовані два перші пароплави — на 6 та 16 кінських сил. 1816 року вперше в Росії у майстернях заводу використані газові ліхтарі. 1829 року на Всеросійській виставці заводом експонувалось надтонке листове залізо товщиною як цигарковий папір. Цим залізом були пізніше вкриті дахи королівського замку у Лондоні. 1839 року на заводі збудований пароплав «Перм'як» — перший російський пароплав широкої колії.
1900 року землі Всеволозького перейшли до князя Сергія Львова, брата першого міністра-голови Тимчасового уряду Георгія Львова. Юьвинський район був утворений 25 лютого 1925 року рішенням президії Уральського обласного виконкому від 11 лютого 1925 року шляхом відокремлення від Кудимкарського району та приєднанням деяких сільрад з комі-перм'яцьким населенням Майкорського району. В роки Другої світової війни у селищі Майкор була відновлена домна, на якій за цей період було виплавлено 200 тисяч тон чавуну. З 4 листопада 1959 року до складу району включені селища Майкор та Пожва, які до цього входили до складу Майкорського (1924–1931) та Чермозького районів.

## Населення
Населення району становить 19558 осіб (2010). За національним складом переважають комі-перм'яки 54,3% та росіяни 43,2%.

## Адміністративний поділ
До складу району входить 5 сільських поселень:
| Поселення                        | Площа, км² | Населення, осіб | Рік  | Центр         | Населені пункти |
| -------------------------------- | ---------- | --------------- | ---- | ------------- | --------------- |
| Архангельське сільське поселення | 243,93     | 2674            | 2011 | Архангельське | 39              |
| Купроське сільське поселення     | 300,27     | 3082            | 2011 | Купрос        | 37              |
| Майкорське сільське поселення    | 115,73     | 3591            | 2012 | Майкор        | 5               |
| Пожвинське сільське поселення    | 158,06     | 3950            | 2011 | Пожва         | 7               |
| Юсьвинське сільське поселення    | -          | 7554            | 2009 | Юсьва         | 54              |

## Найбільші населені пункти
| №  | Населений пункт | Населення, осіб | Рік  |
| -- | --------------- | --------------- | ---- |
| 1  | Юсьва           | 4 752           | 2009 |
| 2  | Пожва           | 3 131           | 2011 |
| 3  | Майкор          | 2 993           | 2012 |
| 4  | Кама            | 596             | 2011 |
| 5  | Архангельське   | 508             | 2011 |
| 6  | Купрос          | 475             | 2011 |
| 7  | Оні             | 458             | 2012 |
| 8  | Крохалево       | 421             | 2011 |
| 9  | Антипіно        | 337             | 2011 |
| 10 | Бажино          | 328             | 2009 |

## Туристичні об'єкти
У селі Архангельське на території Михайло-Архангельської церкви (збудованої 1842 року) знаходиться священний камінь. Його образно називають сідлом Іллі Пророка або сідлом Пери-богатиря. Більшість стверджують, що при сидінні на ньому виконуються загадані бажання.
У селі Купрос знаходяться унікальний пам'ятник дерев'яного зодчества — церква Миколи Чудотворця, збудована графом Г. О. Строгановим 1768 року. 1930 року церкву закрили, скинули дзвіницю, будівля поступово зруйнувалась, але на його стінах залишились фрески з лицями святих. З 2006 року ведеться відновлення церкви.
У селищі Пожва збудована Свято-Троїцька церква (1865 рік). У селі Юсьва розташований жилий будинок купця Баталова, збудований у кінці 19 століття.

## Видатні люди
У районі народились:
- Баяндін Анатолій Денисович (1926–1962) — уродженець села Архангельське; фронтовий письменник, художник, автор військових повістей «Дівчата нашого полку», «Сто днів, сто ночей», «Відчайдушна»
- Власов Сергій В'ячеславович (1968) — уродженець присілку Федотово, Герой Росії (1996) за участь у Чеченській війні. На його честь названа одна з вулиць села Архангельське
- Казанцев Павло Максимович (1916–1991) — уродженець селища Пожва, ветеран Другої світової війни, більше 40 років працював на Пожвинському машинобудівному заводі від майстра до директора. 1966 року видав книжку «На старому уральському заводі»
- Котельникова Анна Георгіївна (1915–2004) — уродженка присілку Верх-Мега, Народна артистка Росії (1988), понад 50 років була провідною актрисою Комі-Перм'яцького окружного драматичного театру імені Максима Горького
- Кривощокова-Гантман Антоніна Семенівна (1921–1995) — уродженка присілку Віжелово, вчений-мовознавець, дослідник комі-перм'яцької мови, організатор, а пізніше, доцент комі-перм'яцько—російського відділення при Пермському державному педагогічному університеті (1955). Автор праць та книг по комі-перм'яцькій топоніміці, а саме «Звідки ці назви?» (1973), «Географічні назви Верхнього Прикам'я» (1983)
- Крохалєв Матвій Павлович (1926–2008) — уродженець присілку Афоніно, учасник Другої світової війни, нагороджений орденами Слави І та ІІІ ступеня, Червоної Зірки, Герой Соціалістичної Праці (1966), Заслужений механізатор Росії, почесний громадянин Комі-Перм'яцького автономого округу
- Оньков Віталій Миколайович — уродженець присілку Великі Оні, художник-графік, 1970 року закінчив Ленінградський державний педагогічний інститут, працював в Кудимкарській дитячій школі мистецтв, член Спілки художників Росії (1995) та Міжнародної асоціації образотворчих мистецтв ЮНЕСКО, автор гербів Комі-Пермяцького автономного округу та Юсьвинського району
- Ошмарін Іван Костянтинович (1921–1943) — уродженець присілку Запольє, Герой Радянського Союзу за подвиг під час Курської битви 1943 року на околиці присілку Кулики
- Утєв Єгор Васильович (1925-1943) — уродженець присілку Петухово, Герой Радянського Союзу за подвиг під час форсування Дніпра 1943 року
- П. М. Серебренніков — організатор Пермського краєзнавчого музею

З районом пов'язано багато людей:
- Львов Сергій Євгенович (1860–1937) — уродженець Тульської області, великий промисловець Перської губернії, власник Пожвинського заводу 1899–1917 років, за якого Пожва розвивалась, були збудовані лікарня, бібліотека «В пам'ять Пушкіну», торгові ряди тощо
- Богушевський Микола Олександрович (1923–1996) — уродженець Могильовської області, в 1941–1965 роках працював у системі народної освіти Комі-Перм'яцького округу, в тому числі і директором Оньковської школи, завідувачем Юсьвинським райво, у 1965-1983 роках був головою Юсьвинського райвиконкому
- Попов Андрій Петрович (1904–1970) — уродженець присілку Кекур, заслужений лікар Росії, закінчив Свердовський медичний інститут, в роки війни працював у шпиталі, з 1946 року завідувач Юсьвинської районної лікарні. На його честь в селі Юсьва 1976 року названа вулиця